# Clube de diversão Nintendo
Nintendo Fun Club era um clube de fãs comercializado pela Nintendo. Era gratuito para participar, e seus membros recebiam uma assinatura grátis do Nintendo Fun Club News, um periódico que discutia jogos populares e jogos que estavam planejados para um futuro próximo. Também oferecia dicas e truques, notícias sobre jogos de vídeo da Nintendo e quadrinhos.

## História
Desde o lançamento do NES em 1985, o gerente de armazém e defensor dos jogadores Howard Phillips e a marketeira Gail Tilden operavam uma campanha de feedback do consumidor com cartões inseridos nas embalagens do hardware e jogos da Nintendo, construindo uma base de dados com nomes e endereços postais dos clientes. Phillips iniciou uma linha direta gratuita de conselhos sobre jogos na Nintendo of America, com cinco ou seis conselheiros no staff. Eles queriam consolidar este recurso de aconselhamento de jogos em formato de mídia de massa. Phillips disse: "Quando lançamos o NES em 1985, percebemos muito rapidamente que as crianças estavam desesperadas por informações adicionais sobre os jogos—não apenas sobre os novos jogos que estavam saindo, mas também como jogá-los."
Em 1987, o Nintendo Fun Club foi iniciado na Nintendo of America por Gail Tilden e pelo presidente do Fun Club, Howard Phillips, com a publicação do Nintendo Fun Club News. As primeiras quatro edições foram entregues trimestralmente a partir do início de 1987, com as três últimas edições sendo bimestrais. Phillips disse: "As crianças adoravam a revista porque ela incluía capturas de tela. Antes da internet e aparelhos de videocassete, mostrar os jogos para as crianças era a única maneira de explicar como fazer truques. Elas não podiam simplesmente procurar online."
O Nintendo Fun Club era comercializado via catálogos e folhetos contidos nas caixas do Nintendo Entertainment System, e dentro do conteúdo de pelo menos um jogo, Mike Tyson's Punch-Out!!. Durante os intervalos entre as rodadas, quando o treinador de Little Mac lhe dava dicas, Mac gritava "Ajuda, Doc", que respondia com, "Junte-se ao Nintendo Fun Club hoje! Mac. [sic]"
Após sete edições e 600.000 assinantes, junto com mais de 100 conselheiros de jogabilidade por telefone, Phillips e Tilden queriam expandir ainda mais e tornar mais eficiente a extensiva e não lucrativa campanha de marketing. O Nintendo Fun Club News foi descontinuado em favor da muito mais abrangente e ambiciosa revista Nintendo Power em agosto de 1988. Sua primeira edição foi gratuita para os membros do Fun Club, e, de outra forma, uma assinatura paga tradicional.